# アンドロニク (ニコリスキイ)
アンドロニク（修道誓願前の姓：ニコリスキイ、Андроник (Никольский)、Andronic (Nikolsky)、1870年8月13日（ユリウス暦の8月1日） - 1918年6月20日 (ユリウス暦の6月7日）は、ロシア正教会と日本正教会の主教。正教会で聖人。日本正教会では初代京都の主教でもあった事から、「ペルミの神品致命者聖アンドロニク」の称号のほかに「初代京都の主教聖アンドロニク」の名でも呼ばれる。
ロシア革命時に、生き埋めの上で銃殺され致命した事で知られる。

## 生涯
1870年8月1日、ヤロスラヴリ教区のムィシュキン村（Myshkin）に生まれる（俗名：ウラジーミル・ニコリスキイ）。父は輔祭。
1891年にヤロスラヴリ神学校を卒業すると、モスクワ神学大学に入学。在学中の1893年8月1日に修道士となり、アンドロニクの修道名を授かる。1895年7月22日、修道司祭に叙聖された。その後、クタイシの神学校に赴任する。1898年には1年弱の期間、来日して日本正教会での修道司祭の任にあった。1900年には掌院に昇叙された。

### 京都の主教として

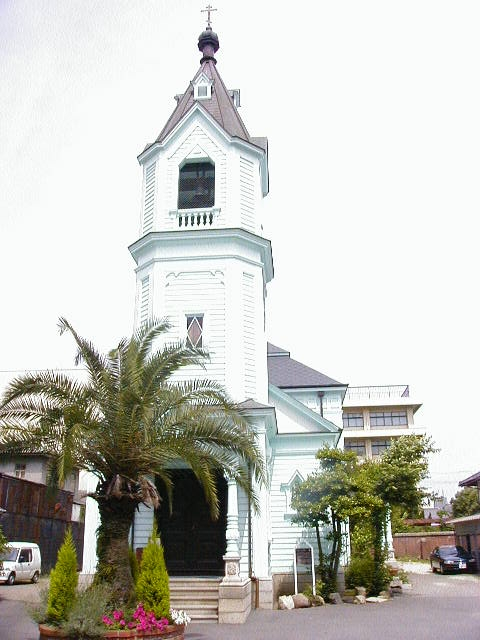
京都ハリストス正教会
生神女福音聖堂

1906年11月、ロシア正教会の聖務会院によってニコライ・カサートキンを輔佐する主教として、来日経験のあるアンドロニクを選ぶ決定がなされた事により、掌院アンドロニクは京都の主教に叙聖された。叙聖式はアレクサンドル・ネフスキー大修道院の大聖堂で行われた。
1907年3月8日、京都正教会の司祭シメオン三井道郎が出迎える敦賀港に入港。1907年4月7日の生神女福音祭は京都正教会（生神女福音聖堂）で司祷している。
同年4月下旬には「京都の主教」のタイトルではあるが大阪を常任地とする決定を東京滞在中に行った（常任地をタイトルと違う場所に設定する事は正教会ではあまり珍しく無い）。聖枝祭、受難週、復活大祭、光明週間、フォマの主日を大阪正教会で司祷している。しかしながら体調の悪化により滞在僅か3ヶ月で6月中旬にロシアに帰国した。

### ロシア革命により致命
帰国後10年間、1898年に共に来日した経験のあるセルギイ・ストラゴロツキイと共にロシア正教会の中枢で活躍したが、ロシア革命によって無神論を掲げ宗教弾圧を行うボリシェヴィキが政権を握るとロシア正教会は大弾圧を蒙った。
大主教アンドロニク（1918年4月にアンドロニクは大主教に昇叙されていた）は1918年6月22日、ヴェーチェーカーによりペルミの森で自ら掘らされた墓穴に生き埋めにされた上で銃殺され致命した。47歳であった。

### 列聖
2000年8月にロシア正教会はアンドロニクを新致命者の一人として列聖。列聖式には日本正教会から、首座主教である全日本の府主教ダニイル主代郁夫と、東日本の主教セラフィム辻永昇が陪祷した。2004年2月には京都正教会に聖アンドロニクのイコンが、京都正教会の制作依頼によりモスクワから届けられている。